# Сарпонг, Джеффри
Джеффри Нана Дарко Сарпонг (нидерл. Jeffrey Nana Darko Sarpong; родился 3 августа 1988 года, Амстердам) — нидерландский футболист, выступающий на позиции полузащитника, игрок литовского клуба «Паневежис»
Воспитанник амстердамского «Аякса». В период с 2005 по 2010 год провёл за основной состав амстердамцев 20 матчей в чемпионате Нидерландов, забил один гол. В 2010 году выступал на правах аренды за клуб НЕК. С августа 2010 года выступал за испанский «Реал Сосьедад».

## Клубная карьера

### «Аякс»
В возрасте шести лет Сарпонг начал заниматься футболом в юношеской команде клуба «Абкауде», который базировался на севере от Амстердама. В 1996 году Джеффри попал футбольную академию амстердамского «Аякса». Это стало возможным после того, как Сарпонг написал письмо в телевизионную программу Виллема Вевера, с вопросом как стать игроком «Аякса». Вевер посоветовал Джеффри пройти просмотр в один из дней набора в футбольную школу «Аякса», Сарпонг так и поступил и был взят в команду.
В 2005 году Джеффри подписал свой первый профессиональный контракт с «Аяксом». В то время Сарпонгом интересовался английский «Челси», но Джеффри предпочёл остаться в клубе из Амстердама. Дебют Сарпонга за основной состав «Аякса» состоялся 22 декабря 2005 года в матче 1/8 финала Кубка Нидерландов против «Эйндховена», Джеффри появился в матче на замену на 75-й минуте вместо нападающего Ангелоса Харистеаса, в итоге матч завершился крупной победой «Аякса» со счётом 1:6.
В чемпионате Нидерландов Джеффри дебютировал 5 февраля 2006 года в матче против «Фейеноорда», завершившемся гостевым поражением «Аякса» со счётом 3:2. В той игре Сарпонг вышел на замену на 60-й минуте вместо полузащитника Весли Снейдера. В дебютном сезоне Джеффри сыграл 9 матчей в чемпионате Нидерландов сезона 2005/06.
В слушающем сезоне Сарпонг не принимал участия в матчах чемпионата. Единственную игру в сезоне он провёл в полуфинале Кубка Нидерландов против «Валвейка», состоявшемся 18 апреля 2007 года. В финале кубка амстердамцы в серии послематчевых пенальти выиграли у АЗ, но в той игре Джеффри участие не принимал. После чемпионата Европы 2008 года бывший нападающий «Аякса» Марко ван Бастен был назначен в качестве нового главного тренера, сменив на этом посту Адри Костера. После прихода ван Бастена Джеффри стал больше вызываться в основную команду.
2 августа 2008 года Сарпонг во время товарищеского матча против английского «Кардифф Сити» получил перелом кости правого плеча и выбыл на один месяц. Восстановившись от травмы, Джеффри, 22 сентября 2008 года в матче против «Фейеноорда» забил свой дебютный гол за «Аякс», Сарпонг отличился на 39-й минуте с передачи Луиса Суареса, в итоге матч завершился вничью 2:2. Всего в чемпионате 2008/09 Джеффри сыграл 10 матчей и забил 1 мяч, а его команда завершила сезон на третьем месте, уступив только «Твенте» и чемпиону страны АЗ.

### НЕК
1 января 2010 года, «Аякс» официально объявил, что Джеффри оставшийся сезон 2009/10 проведёт в аренде в клубе НЕК.

### «Реал Сосьедад»
В августе 2010 года Сарпонгом заинтересовался испанский «Реал Сосьедад». 22 августа клуб официально объявил о договоренности с «Аяксом» по переходу Джеффри в стан их клуба. Уже на следующий день, 23 августа, Джеффри прибыл в Испанию для прохождения медицинского осмотра, в тот же день «Аякс» официально объявил о переходе игрока. После успешного прохождения медицинского обследования, 24 августа с игроком был подписан контракт на три года. В этот же день нидерландский полузащитник был официально представлен в качестве игрока «Реал Сосьедада».

### НАК Бреда
31 января 2012 года, Сарпонг до конца сезона 2011/12 был арендован клубом НАК Бреда.

## Карьера в сборной
С 2003 года Сарпонг начал выступать за юношескую сборную Нидерландов. В 2005 году, под руководством Рюда Кайсер, он участвовал в составе сборной на Чемпионате мира среди юношей не старше 17 лет, который проходил в Перу. На турнире Джеффри дебютировал 17 сентября в матче со сверстниками из Катара, завершившемся победой «оранжевых» со счётом 5:3.
Но уже в следующей игре в группе сборная Нидерландов уступили бразильцам (1:2). Для того чтобы выйти из группы, нидерландцам перестояло выиграть у Гамбии, которая в первом туре неожиданно обыграла сборную Бразилии (1:3). Игроки смогли выполнить поставленную задачу, благодаря голам Джона Госсенса и Дирка Марселлиса, сборная Нидерландов победила Гамбию и заняла второе место в группе.
В четвертьфинале, который состоялся 26 сентября, нидерландцы обыграли сборную США (0:2), причём оба мяча были на счету Сарпонга. Однако в полуфинальной игре, состоявшейся 29 сентября, футболисты из Нидерландов потерпели крупное поражение от хозяев турнира, сборной Мексики. Команда Сарпонга так и не смогла распечатать ворота соперников, тогда как мексиканцы четырежды поражали ворота голкипера Тима Крюла, игравшего в этой игре с капитанской повязкой. В матче за третье место нидерландцы со счётом 2:1 переиграли сборную Турции. На турнире Джеффри принимал участие во всех шести матчах.

## Личная жизнь
Сарпонг родился в интернациональной семье. Его отец, Джордж Сарпонг, выходец из Ганы, а мать, Джозефина Хаким, родом из Нигерии. У Джеффри есть четыре сестры, три младших и одна старшая, а также один брат.
В мае 2012 года Джеффри женился на своей подруге Стейси. В октябре 2013 года у них родилась дочь Зоэ Сара Нана.

## Достижения
«Аякс»
- Обладатель Кубка Нидерландов: 2006/07
- Обладатель Суперкубка Нидерландов: 2007

«Паневежис»
- Обладатель Суперкубка Литвы: 2021

## Статистика выступлений
| Клуб              | Сезон            | Лига | Лига | Кубок | Кубок | Европейские кубки | Европейские кубки | Прочие | Прочие | Итого | Итого |
| Клуб              | Сезон            | Игры | Голы | Игры  | Голы  | Игры              | Голы              | Игры   | Голы   | Игры  | Голы  |
| ----------------- | ---------------- | ---- | ---- | ----- | ----- | ----------------- | ----------------- | ------ | ------ | ----- | ----- |
| Аякс              | 2005/06          | 9    | 0    | 1     | 0     | 0                 | 0                 |        |        | 10    | 0     |
| Аякс              | 2006/07          | 0    | 0    | 1     | 0     | 0                 | 0                 | 0      | 0      | 1     | 0     |
| Аякс              | 2007/08          | 1    | 0    | 0     | 0     | 1                 | 0                 | 3      | 0      | 5     | 0     |
| Аякс              | 2008/09          | 10   | 1    | 1     | 0     | 3                 | 1                 |        |        | 14    | 2     |
| Аякс              | 2010/11          | 0    | 0    | 0     | 0     | 1                 | 0                 |        |        | 1     | 0     |
| Аякс              | Итого            | 20   | 1    | 3     | 0     | 5                 | 1                 | 3      | 0      | 31    | 2     |
| → НЕК             | 2009/10          | 15   | 0    | 1     | 0     |                   |                   |        |        | 16    | 0     |
| → НЕК             | Итого            | 15   | 0    | 1     | 0     |                   |                   |        |        | 16    | 0     |
| Реал Сосьедад     | 2010/11          | 16   | 1    | 2     | 1     |                   |                   |        |        | 18    | 2     |
| Реал Сосьедад     | 2011/12          | 3    | 0    | 0     | 0     |                   |                   |        |        | 3     | 0     |
| Реал Сосьедад     | Итого            | 19   | 1    | 2     | 1     |                   |                   |        |        | 21    | 2     |
| → НАК Бреда       | 2011/12          | 11   | 1    | 0     | 0     |                   |                   |        |        | 11    | 1     |
| → НАК Бреда       | Итого            | 11   | 1    | 0     | 0     |                   |                   |        |        | 11    | 1     |
| → Эркулес         | 2012/13          | 13   | 1    | 1     | 0     |                   |                   |        |        | 14    | 1     |
| → Эркулес         | Итого            | 13   | 1    | 1     | 0     |                   |                   |        |        | 14    | 1     |
| НАК Бреда         | 2013/14          | 30   | 2    | 2     | 0     |                   |                   |        |        | 32    | 2     |
| НАК Бреда         | 2014/15          | 28   | 2    | 3     | 1     |                   |                   | 2      | 0      | 33    | 3     |
| НАК Бреда         | Итого            | 58   | 4    | 5     | 1     |                   |                   | 2      | 0      | 65    | 5     |
| Веллингтон Феникс | 2015/16          | 13   | 0    | 0     | 0     |                   |                   |        |        | 13    | 0     |
| Веллингтон Феникс | Итого            | 13   | 0    | 0     | 0     |                   |                   |        |        | 13    | 0     |
| Верия             | 2016/17          | 24   | 5    | 1     | 0     |                   |                   |        |        | 25    | 5     |
| Верия             | Итого            | 24   | 5    | 1     | 0     |                   |                   |        |        | 25    | 5     |
| Элязыгспор        | 2017/18          | 19   | 1    | 1     | 0     |                   |                   |        |        | 20    | 1     |
| Элязыгспор        | Итого            | 19   | 1    | 1     | 0     |                   |                   |        |        | 20    | 1     |
| Ксанти            | 2018/19          | 21   | 1    | 1     | 0     |                   |                   |        |        | 22    | 1     |
| Ксанти            | Итого            | 21   | 1    | 1     | 0     |                   |                   |        |        | 22    | 1     |
| Паневежис         | 2021             | 18   | 3    | 2     | 2     | 1                 | 0                 | 1      | 0      | 22    | 5     |
| Паневежис         | Итого            | 18   | 3    | 2     | 2     | 1                 | 0                 | 1      | 0      | 22    | 5     |
| Всего за карьеру  | Всего за карьеру | 231  | 18   | 17    | 4     | 6                 | 1                 | 6      | 0      | 260   | 23    |